# Atajevka (Saratovská oblast)
Atajevka (rusky Атаевка) je vesnice v Lysogorském rajónu v Saratovské oblasti v Povolží na jihu Ruska.

## Geografie
Obec vzdálená 80 kilometrů na jihozápad od Saratova leží na pravém břehu řeky Medvedice, která je přítokem Donu. Přes tuto řeku vede v obci most. Střední nadmořská výška činí 148 metrů nad mořem.

## Podnebí
Klima je kontinentální, tedy suché s teplými léty a studenými zimami. Průměrná roční teplota vzduchu kolísá mezi 4,1 a 4,5 °C. Průměrná teplota je nejnižší v lednu a dosahuje −12,6 až −12,1 °С, teplota nejteplejšího měsíce (červenec) se pohybuje od 20,8 do 21,4 °С. Nejnižší naměřená teplota v Atajevce činí −41 °C a nejvyšší 40 °C.
Průměrný roční úhrn srážek je 375–450 mm. Sněhová pokrývka vydrží v průměru 142 dní v roce.

## Obyvatelstvo
Dle sčítání lidu z roku 2010 v Atajevce žije 352 obyvatel. 51,7 % obyvatel tvoří ženy a 48,3 % muži.

## Historie
Atajevka byla založena roku 1798. V červenci 2015 se v obci objevil africký mor prasat. V dubnu 2021 musel být z důvodu povodně krátkodobě uzavřen most přes Medvedici.